# Amtsgericht Pyritz
Das Amtsgericht Pyritz war ein preußisches Amtsgericht mit Sitz in Pyritz, Provinz Pommern.

## Geschichte
In Pyritz bestand von 1849 bis 1879 die Gerichtsdeputation Pyritz des Kreisgerichtes Stargard. Das königlich preußische Amtsgericht Pyritz wurde mit Wirkung zum 1. Oktober 1879 als eines von 14 Amtsgerichten im Bezirk des Landgerichtes Stargard im Bezirk des Oberlandesgerichtes Stettin gebildet. Der Sitz des Gerichtes war Pyritz. Sein Gerichtsbezirk umfasste den Kreis Pyritz ohne die Teile, die dem Amtsgericht Stargard zugeordnet waren. Am Gericht bestanden 1880 zwei Richterstellen. Das Amtsgericht war damit ein mittelgroßes Amtsgericht im Landgerichtsbezirk.
Im Jahre 1945 wurden der größte Teil Pommerns, darunter der Sprengel des Amtsgerichtes Pyritz, unter polnische Verwaltung gestellt und die deutschen Bewohner vertrieben. Damit endete die Geschichte des Amtsgerichts Pyritz.